# Santa Luce
Santa Luce es una localidad italiana de la provincia de Pisa, región de Toscana, con 1.683 habitantes.

Ubicación de la ciudad de Santa Luce dentro de la provincia de Pisa.

## Evolución demográfica
| Gráfica de evolución demográfica de Santa Luce entre 1861 y 2001 |
|                                                                  |
| Fuente ISTAT - Elaboración gráfica por parte de Wikipedia        |